# Westick
Westick ist ein Ortsteil des Stadtteils Methler der Stadt Kamen in Nordrhein-Westfalen. Es war zuvor eine selbständige Gemeinde im damaligen Landkreis Hamm.

## Geschichte
Zur Römerzeit existierte in Westick eine germanische Siedlung am Körnebach, deren Reste 1910 entdeckt wurden und die in den 1920er Jahren, von 1930 bis 1935 und von 1998 bis 2001 teilweise ausgegraben wurden. Archäologische Funde, darunter viele römische Importe und über 1000 Münzen, datieren aus dem 1. bis 6. Jahrhundert mit Schwerpunkt im 4./5. Jahrhundert. Hier wurden unter anderem römische Buntmetalle verarbeitet und recycelt.
Als das im Landkreis Hamm liegende Westick bei Fröndenberg am 1. April 1902 in die Stadt Fröndenberg eingemeindet wurde, konnte der Zusatz bei Kamen entfallen. Am 17. Oktober 1930 änderte sich für Westick die Kreiszugehörigkeit; der Name des Landkreises Hamm wurde in Kreis Unna geändert. Bis zur kommunalen Neuordnung von 1967 blieb Westick eine selbständige Gemeinde. Am 1. Januar 1967 wurde aus den Gemeinden Methler, Westick und Wasserkurl die neue Gemeinde Methler, die bereits ein Jahr später, am 1. Januar 1968, ein Ortsteil der Stadt Kamen wurde.

### Wappen
| Wappen der ehemaligen Gemeinde Westick, Kreis Unna | Blasonierung: „In Grün ein germanischer goldener (gelber) Pfahlbau; im Schildhaupt zwei goldene (gelbe) Wellenschrägbalken, die sich in der Mitte berühren.“ |
| Wappen der ehemaligen Gemeinde Westick, Kreis Unna | Wappenbegründung: Das Wappen wurde 1959 vom nordrhein-westfälischen Innenminister genehmigt. Es zeigt einen germanischen Pfahlbau, Teil der 1910 entdeckten und ab 1920 freigelegten germanischen Siedlung am Körnebach. Die Wellenbalken stehen für die Bäche Körne und Seseke, die im Gemeindegebiet zusammenfließen. |

## Einwohnerentwicklung
| Jahr | Einwohner |
| ---- | --------- |
| 1849 | 0274      |
| 1910 | 2615      |
| 1931 | 2598      |
| 1956 | 2829      |
| 1987 | 0776      |

## Persönlichkeiten
- Horst Hensel (* 1947 in Westick), deutscher Schriftsteller